# Eva Lanzerath
Eva Lanzerath (* 24. Januar 1998 in Bad Neuenahr-Ahrweiler, Rheinland-Pfalz) ist die 72. Deutsche Weinkönigin. Sie wurde für die Amtsperiode 2020/21 gewählt.

## Leben und Wirken
Eva Lanzerath stammt aus Walporzheim im rheinland-pfälzischen Landkreis Ahrweiler im Weinbaugebiet Ahr. Die Familie betreibt ein Weingut. Lanzerath studierte 2021 auf Lehramt, um Grundschullehrerin zu werden.
Am 24. September 2020 wurde sie im Saalbau in Neustadt an der Weinstraße zur 72. deutschen Weinkönigin gewählt. Als Deutsche Weinprinzessinnen standen ihr Eva Müller aus Rheinhessen und Anna-Maria Löffler aus der Pfalz zur Seite. In ihre Amtsperiode fiel auch die Flutkatastrophe im Ahrtal 2021, infolge derer sie sich für die Unterstützung der Betroffenen einsetzte.